# Delray Beach International Tennis Championships 2013
Delray Beach International Tennis Championships 2013 byl tenisový turnaj pořádaný jako součást mužského okruhu ATP World Tour, který se hrál v areálu Delray Beach Tennis Center na otevřených dvorcích s tvrdým povrchem. Konal se mezi 25. únorem až 3. březnem 2013 ve floridském Delray Beach jako 21. ročník turnaje.
Turnaj s rozpočtem 519 775 dolarů patřil do kategorie ATP World Tour 250. Nejvýše nasazeným hráčem ve dvouhře byl šestnáctý hráč světa John Isner ze Spojených států, který vypadl v semifinále.

## Mužská dvouhra

### Nasazení
| Stát          | Hráč                | ATP1) | Nasazení |
| ------------- | ------------------- | ----- | -------- |
| Spojené státy | John Isner          | 16.   | 1.       |
| Německo       | Tommy Haas          | 18.   | 2.       |
| Spojené státy | Sam Querrey         | 21.   | 3.       |
| Japonsko      | Kei Nišikori        | 22.   | 4.       |
| Ukrajina      | Alexandr Dolgopolov | 23.   | 5.       |
| Jižní Afrika  | Kevin Anderson      | 30.   | 6.       |
| Španělsko     | Feliciano López     | 47.   | 7.       |
| Belgie        | Xavier Malisse      | 48.   | 8.       |

- 1) Žebříček ATP k 18. únoru 2013.[1]

### Jiné formy účasti
Následující hráči obdrželi divokou kartu do hlavní soutěže:
- Ernests Gulbis
- Daniel Muñoz de la Nava
- Bobby Reynolds
- Tim Smyczek
  -  Ričardas Berankis – jako šťastný poražený

### Odhlášení
- Marin Čilić
- Mardy Fish
- Lukáš Lacko
- Feliciano López
- Gaël Monfils
- Grega Žemlja

### Skrečování
- Kei Nišikori
- Michael Russell
- Igor Sijsling

## Mužská čtyřhra

### Nasazení
| Stát               | Hráč            | Stát         | Hráč          | ATP1) | Nasazení |
| ------------------ | --------------- | ------------ | ------------- | ----- | -------- |
| Bělorusko          | Max Mirnyj      | Rumunsko     | Horia Tecău   | 17.   | 1.       |
| Chorvatsko         | Ivan Dodig      | Brazílie     | Marcelo Melo  | 49.   | 2.       |
| Spojené království | Colin Fleming   | Austrálie    | John Peers    | 104.  | 3.       |
| Švédsko            | Johan Brunström | Jižní Afrika | Raven Klaasen | 105.  | 4.       |

- 1) Žebříček ATP k 18. únoru 2013; číslo je součtem umístění obou členů páru.

### Jiné formy účasti
Následující páry obdržely divokou kartu do hlavní soutěže:
- James Blake /  Jack Sock
- Matthew Ebden /  Michael Russell

### Odhlášení
- Igor Sijsling

## Přehled finále

### Mužská dvouhra
- Ernests Gulbis vs.  Édouard Roger-Vasselin, 7–6(7–3), 6–3

Ernests Gulbis získal na okruhu ATP Tour první titul sezóny a třetí singlový kariéry.

### Mužská čtyřhra
- James Blake /  Jack Sock vs.  Max Mirnyj /  Horia Tecău, 6–4, 6–4